# Spilopimpla flaviceps
Spilopimpla flaviceps là một loài tò vò trong họ Ichneumonidae.